# ГЕС Пелігр
ГЕС Пелігр — гідроелектростанція у Республіці Гаїті, за чотири десятки кілометрів на північний схід від столиці цієї острівної країни Порт-о-Пренсу. Використовує ресурс із річки Артибоніт, яка бере початок на південному схилі Кордильєри-Сентраль та тече у західному напрямку до впадіння в затоку Гонав (Карибське море).
Артибоніт перекриває бетонна гравітаційна гребля Пелігр висотою 72 метри та довжиною 328 метрів, яка утворила витягнуте по долині річки на 25 км водосховище з первісним об'ємом 607 млн м3, в т. ч. корисний об'єм 470 млн м3. При цьому у водоймі відбувалось дуже сильне накопичення осадів, зокрема через вирубку лісів та наступне змивання ґрунту. В результаті від часу зведення греблі в 1956-му та до 1979-го сховище втратило 22,5 %, або понад 130 млн м3.
У 1971-му біля підніжжя греблі ввели в роботу машинний зал, обладнаний двома турбінами типу Френсіс потужністю по 18 МВт, до яких за чотири роки додали ще одну таку ж. При цьому станція повинна виробляти від 220 до 320 млн кВт-год електроенергії на рік (в залежності від потоку у Артибоніті).
Станом на початок 2010-х через знос обладнання ГЕС діяла з потужністю менш ніж 60 % номінальної. Внаслідок проведених у 2016—2018 роках робіт усі три гідроагрегати були відновлені.
Видача продукції відбувається по ЛЕП, розрахованій на роботу під напругою 115 кВ.